# Correspondencia Kerr/CFT
La correspondencia Kerr/CFT la correspondencia es una extensión de la correspondencia AdS/CFT o dualidad gravedad-gauge a agujeros negros en rotación (los cuales están descritos por la métrica de Kerr).
Los dualidad funciona para agujeros negros cuya geometría cerca del horizonte puede ser expresada como producto de AdS3 y una sola coordenada compacta. La dualidad Ads/CFT dualidad entonces mapea este espacio a una teoría de campos conforme bidimensional (siendo la coordenada compacta análoga al factor S5 en el trabajo original de Maldacena), de la que se puede deducir la  entropía de Bekenstein.
La forma original de la dualidad aplica a agujeros negros con el máximo valor de momento angular, pero ha sido extendida especulativamente a todos los valores menores.